# Femmes ingénieures
 (juillet 2022).
L'article doit être relu — et modifié si nécessaire — par des contributeurs indépendants pour apporter un regard critique aux contributions effectuées en violation des conditions d'utilisation de Wikipédia, tant sur la forme (notamment concernant le style encyclopédique, la proportionnalité) que sur le fond (la neutralité de point de vue, la qualité et l'indépendance des sources).
 (juillet 2022).
Femmes ingénieures (FI) est une association loi de 1901 française créée en 1982, qui œuvre pour la promotion la place des femmes ingénieures et scientifiques dans le monde du travail et dans la société.

## Association

### Nom et objet
Anciennement nommée « Femmes ingénieurs FI », l'association a pour titre « Association française des femmes ingénieures, dite "Femmes Ingénieures", sigle FI » depuis le 16 mars 2021.
Son objet est principalement « de promouvoir la place des femmes ingénieures et scientifiques dans le monde du travail et la société en les rendant en particulier plus visibles, promouvoir les métiers d'ingénieur plus particulièrement auprès des jeunes filles dans le monde de l'éducation, accompagner les ingénieures dans la valorisation de leur parcours, représenter les femmes exerçant les métiers de l'ingénieur dans la société et en particulier auprès des pouvoirs publics, instances décisionnelles et organisations européennes et internationales pour être force de proposition, développer la collaboration avec d'autres personnes morales et les associations qui œuvrent pour plus de mixité femmes-hommes dans la société ».
L'association a son siège social au 7, rue Lamennais à Paris, dans les locaux de l'association Ingénieurs et scientifiques de France (IESF), fédération des associations d’ingénieurs, elle-même reconnue d’utilité publique et à laquelle « Femmes Ingénieures FI » contribue pour son volet féminin.

### Membres
Les membres de cette association sont des personnes morales et des personnes physiques ingénieures et diplômées de l’enseignement supérieur exerçant une activité de cadre scientifique ou technique, dans tous les secteurs d’activités tant au sein des établissements publics que privés, et quelles que soient leurs fonctions au sein de ces établissements.

### Mission éducative
L’association s’est donné pour mission de faire connaître le métier d’ingénieur aux jeunes filles afin de les attirer vers ce métier réputé masculin et contribue à jouer un rôle éducatif en assurant la promotion de modèles d’identification positifs pour ces jeunes filles, action indispensable pour parvenir à une parité professionnelle proclamée mais non encore concrétisée.
L'association participe directement au service public de l’éducation et de l'enseignement supérieur par des interventions ciblant les élèves et les étudiantes, actions qui ont été récompensées par l’obtention du prix Irène-Joliot-Curie en 2003 (prix du ministère de l'Éducation nationale et de l'Enseignement supérieur et de la Recherche),.
L'association est reconnue d'intérêt général. L'adhésion donne donc lieu à défiscalisation.
L'association  est agréée depuis 2006 en tant qu’association éducative complémentaire de l’enseignement public, par le ministère de l'Éducation nationale et de l'Enseignement supérieur et de la Recherche, pour intervenir dans les établissements scolaires (collèges et lycées, publics et privés) et d’enseignements supérieurs, les forums des métiers et dans les salons professionnels, L’association réalise environ une intervention par jour scolaire, grâce à plus de 300 intervenantes bénévoles, ainsi que des rencontres avec des étudiantes de l’université et des classes préparatoires aux grandes écoles (CGPE), environ 10 000 jeunes rencontrées par an.
L'association a développé, en partenariat avec l'une de ces entreprises partenaires un programme de shadowing qui permet à des lycéennes de découvrir le métier d'ingénieur à « l'ombre » d'une ingénieure en activité. Cette action vise sous une autre forme à concrétiser davantage le métier d'ingénieur et à démontrer qu'il est accessible aux jeunes femmes.
L’association a noué des liens de collaboration avec des associations sans but lucratif, à savoir l'association Femmes & Sciences» et l'association femmes et mathématiques, qui œuvrent comme elle, quotidiennement pour l’éducation et la sensibilisation des jeunes femmes à des domaines ou des métiers où elles souffrent d’une sous-représentation qu’elles perpétuent en pratiquant souvent une auto censure au niveau de l’orientation, ce qui est particulièrement le cas dans l’industrie ou la recherche scientifique.

### Mission de promotion des femmes ingénieures
L'association organise des rencontres thématiques qui permettent aux femmes d'échanger et ainsi d'élargir leur connaissance du métier et du monde de l’entreprise. Elle offre conseil et soutien aux étudiantes ou jeunes professionnelles qui la sollicitent en matière d'orientation professionnelle.
En diffusant de l'information régulièrement, l'association encourage les femmes ingénieures à se rendre plus visibles. Par exemple, elle soutient des prix destinés à mettre en valeur les femmes ingénieures[source secondaire souhaitée] (prix Irène-Joliot-Curie, Trophée des femmes de l'industrie...).
L’association est membre de Ingénieurs et scientifiques de France (IESF), association loi 1901 de personnes morales, et à ce titre en rediffuse à ses membres l'information sur les progrès scientifiques et techniques, participe à l’Observatoire des ingénieurs et y apporte la voix spécifique des femmes ingénieures. Dans ce cadre, l'association participe activement à l'enquête annuelle d'IESF qui touche près de 500 000 des 1 000 000 ingénieurs français (dont seulement 20 % de femmes), et permet de mesurer objectivement de manière statistique les écarts de traitement entre hommes et femmes notamment en ce qui concerne les salaires et l'accès aux responsabilités. Sur la base de cette enquête, l'association publie chaque année une analyse spécifique de la situation des femmes ingénieurs françaises: Observatoire des Femmes Ingénieures
L'association participe à des colloques et réseaux interprofessionnels. Avec le ministère des Droits des femmes, l'association a signé une convention ainsi qu'avec le ministère de l'Éducation nationale et de l'Enseignement supérieur et de la Recherche et a reçu le soutien officiel de la ministre Najat Vallaud-Belkacem.
L'association contribue à une plus grande visibilité des ingénieures et à augmenter leur proportion dans l'industrie, notamment entre 2019 et 2022 au travers d'une contribution au projet IndustriElles avec l’équipe d’Agnès Pannier-Runacher, Ministre de l'industrie et une collaboration au sein du Conseil de la Mixité et de l’égalité professionnelle dans l’industrie : Contribution au guide des bonnes pratiques et participation au groupes de travail du Conseil et de la DGE[source secondaire souhaitée].L'initiative IndustriElles a été relancée en 2023, par Bruno Lescure, Ministre de l'industrie, toujours avec la participation de l'association.
L'association est membre de la délégation officielle du Global Summit of Women (GSW) depuis 2013 et était membre du Host Committee du GSW 2014 à Paris dont l'objectif est de rassembler les professionnelles et les leaders gouvernementaux du monde entier pour explorer les meilleurs stratégies et pratiques afin d'améliorer les progrès économiques des femmes.
L'association est également membre des réseaux European Platform of Women Scientists (EPWS).
Elle mène une action pour l’information des femmes ingénieures aux fonctions d’administratrice[réf. nécessaire] en partenariat avec la Fédération femmes administrateurs (FFA), l'Institut français des administrateurs (IFA) et l'ESSEC pour les programmes Women-ESSEC[source secondaire souhaitée]. Pour en savoir plus: Ingénieures administratrices
L'association a développé sa propre grille d’évaluation afin de mettre des ingénieures au service de la gouvernance des entreprises selon leurs tailles et leurs complexités. Il est à la disposition de l’ensemble des candidates potentielles au mandat d’administratrice, qui lui seraient adressées par les associations d’ingénieurs ou via un site dédié du gouvernement. Ce site, dévoilé lors d’une conférence de presse le 23 janvier 2014 par Najat Vallaud-Belcacem alors ministre des Droits des Femmes, est une plate-forme de mise en relation entre les entreprises et les candidates administratrices, afin de favoriser la mise en application de la loi Copé Zimmerman.

### Des propositions concrètes pour changer la donne
A l'occasion des élections présidentielle, l'association collabore avec les associations Femmes & sciences et  femmes & maths pour rédiger des propositions concrètes pour plus de mixité dans les métiers d’ingénieur·es et de scientifiques: 26 propositions Ces propositions sont soutenues par les associations AFDESRI, AFNEUS, BECOMTECH, Digital Ladies & Allies, Femmes du Numérique-Numeum, Femmes@Numérique, Gender Scan, Grandes Ecoles au Féminin, ParisTech au Féminin, Parité sciences, Quelques Femmes Du Numérique, Réussir l’égalité Femmes-Hommes, Social Builder, Société Chimique de France, Société Française de Physique, Société Informatique de France, Syntec Ingénierie, Women in Nuclear, Women In Tech.
La presse en parle: https://www.50-50magazine.fr/2022/04/04/propositions-pour-plus-degalite-en-entreprise/

## Pour approfondir